# Mjölby fögderi
Mjölby fögderi avsåg den lokala skattemyndighetens verksamhetsområde i nuvarande Mjölby, Boxholms och Ödeshögs kommuner mellan åren 1918 och 1991. Efter detta år omorganiserades skatteväsendet och fögderierna ersattes av en skattemyndighet för varje län - i detta fall den för Östergötlands län. År 2004 gick verksamheten upp i det nybildade Skatteverket.
Mjölby fögderi föregicks av flera mindre fögderier, vilka sedermera även delvis hamnade under Linköpings och Motala fögderier.
- Lysings och Göstrings fögderi (1900-1917)
  - Lysings, Dals och Aska fögderi (1720-1899) (Dals och Aska härader senare under Motala fögderi)
- Vifolka, Valkebo, Gullbergs fögderi (1900-1917) (Valkebo och Gullbergs härader senare under Linköpings fögderi)
  - Göstrings och Vifolka fögderi (1720-1900)